# Franz Buz
Franz Buz (* 17. April 1849 in München; † 30. April 1916 ebenda) war ein bayerischer Generalleutnant.

## Leben

### Herkunft
Franz war der Sohn des bayerischen Generalleutnants Heinrich Ritter von Buz (1801–1876).

### Militärkarriere
Nach dem Besuch des Kadettenkorps trat Buz am 20. Mai 1866 als Junker in das 1. Kürassier-Regiment „Prinz Karl von Bayern“ ein. Zu Beginn des folgenden Krieges gegen Preußen avancierte er am 18. Juni 1866 zum Unterleutnant und nahm an den Gefechten bei Hünfeld sowie Hettstadt teil. Im Krieg gegen Frankreich war Buz 1870/71 mit der 3. Eskadron bei Beaumont, Sedan, Orléans und der Belagerung von Paris. Für verschiedene gut durchgeführte Erkundungsritte erhielt er das Ritterkreuz II. Klasse des Militärverdienstordens.
Zur weiteren Ausbildung absolvierte Buz 1872/75 die Kriegsakademie, die ihm die Qualifikation für die Höhere Adjutantur aussprach. Zwischenzeitlich Mitte Dezember 1874 zum Premierleutnant befördert, war er unter Stellung à la suite seines Regiments von Mitte Januar 1876 bis Ende November 1882 Adjutant der 2. Kavallerie-Brigade in Augsburg. Anschließend wurde er unter Beförderung zum Rittmeister als Chef der 1. Eskadron in das 2. Schwere Reiter-Regiment „Kronprinz Erzherzog Rudolf von Österreich“ nach Nymphenburg versetzt. Am 13. April 1888 folgte seine Versetzung in die Zentralstelle des Generalstabes nach München und am 15. August 1888 zum Gouvernement der Landesfestung Ingolstadt. Hier stieg Buz Mitte Februar 1889 zum Major auf und trat am 6. Juni 1891 mit der Ernennung zum etatmäßigen Stabsoffizier im 2. Schweren Reiter-Regiment „vacant Kronprinz Erzherzog Rudolf von Österreich“ wieder in den Truppendienst zurück. Unter Versetzung in das Verhältnis à la suite des 1. Chevaulegers-Regiments „Kaiser Alexander von Rußland“ beauftragte man Buz am 12. Mai 1893 zunächst mit der Führung dieses Verbandes und ernannte ihn kurz darauf am 24. Juli 1893 zum Regimentskommandeur. In dieser Stellung rückte er Ende März 1894 zum Oberstleutnant auf und war Ende des Jahres zu den Trauerfeierlichkeiten für Kaiser Alexander III. nach Sankt Petersburg kommandiert. Im Jahr darauf wurde er zu den Krönungsfeierlichkeiten Kaiser Nikolaus II. nach Moskau kommandiert, der ihm den Orden der Heiligen Anna II. Klasse mit Brillanten verlieh.
Als Oberst wurde Buz am 23. September 1898 unter Stellung à la suite seines Regiments Kommandeur der in Nürnberg stationierten 3. Kavallerie-Brigade (seit 1. April 1901 5. Kavallerie-Brigade). In dieser Eigenschaft avancierte er am 21. Juli 1900 zum Generalmajor und erhielt Mitte Oktober die Erlaubnis zur Annahme des Großoffizierskreuzes des Belgischen Leopoldsordens. Prinzregent Luitpold zeichnete ihn am 18. Dezember 1901 mit dem Komturkreuz des Militärverdienstordens aus und im Juni 1902 wurde er mit dem Roten Adlerorden II. Klasse gewürdigt. In Genehmigung seines Abschiedsgesuches wurde Buz am 17. Februar 1903 unter Verleihung des Charakters als Generalleutnant mit Pension zur Disposition gestellt.